# كيكا إدغار
كيكا إدغار (بالإسبانية: Kika Edgar)‏ هي مغنية وممثلة مكسيكية، ولدت في 9 يناير 1985 في تامبيكو في المكسيك.

## وصلات خارجية
- كيكا إدغار على موقع IMDb (الإنجليزية)
- كيكا إدغار على موقع ميوزك برينز (الإنجليزية)
- كيكا إدغار على موقع أول ميوزيك (الإنجليزية)
- كيكا إدغار على موقع ديسكوغز (الإنجليزية)
- كيكا إدغار على موقع قاعدة بيانات الفيلم (الإنجليزية)